# Untereichenstein
Untereichenstein ist ein Gemeindeteil der Gemeinde Issigau im Landkreis Hof (Oberfranken, Bayern). Untereichenstein liegt in der Gemarkung Eichenstein.

## Geografie
Die Einöde liegt am rechten Ufer der Selbitz. Im Süden steigt das Gelände zu den bewaldeten Anhöhen Butterfels und Wolfstein (549 m ü. NHN) an. Die Kreisstraße HO 8 führt der Selbitz entlang nach Unterwolfstein (0,2 km nordöstlich) bzw. nach Blechschmidtenhammer (0,8 km südwestlich).

## Geschichte
Gegen Ende des 18. Jahrhunderts bestand Untereichenstein aus einem Anwesen. Die Hochgerichtsbarkeit hatte das bayreuthische Stadtvogteiamt Hof. Das Rittergut Eichenstein war Grundherr des Gutes.
In der Folgezeit wurde nicht mehr unterschieden zwischen Hinter-, Vorder- und Untereichenstein. Eichenstein unterstand von 1797 bis 1810 dem Justiz- und Kammeramt Hof. Infolge des Ersten Gemeindeedikts wurde Eichenstein dem 1812 gebildeten Steuerdistrikt Issigau und der zugleich entstandenen Ruralgemeinde Reitzenstein zugewiesen. Im Zuge der Gebietsreform in Bayern wurde Eichenstein am 1. Mai 1978 nach Issigau eingemeindet.